# Chifra (woreda)
Chifra je jedna od 31 worede u regiji Afar u Etiopiji. Predstavlja dio Upravne zone 1. Chifra je smještena bližu podnožja istočne strmine Etiopske visoravni, a graniči na jugu s Milleom, na zapadu s regijom Oromia, na sjeveru s Upravnom zonom 4, a na istoku s Dubtijem. Glavni grad u Chifri je Chifra.
Prema podacima objavljenim od Središnje statističke agencije u 2005. godini, ova woreda je imala procijenjenih 90.896 stanovnika, od čega 39.706 muškaraca i 51.190 žena; 1.209 ili 1,33% su živjeli u gradovima, što je manje od prosjeka Zone koji iznosi 14,9%. Nisu dostupne informacije o površini Chifre, pa se ne može izračunati gustoća stanovništva.